# Mehdi Ben Attia
Mehdi Ben Attia (Tunisi, 7 agosto 1968) è un regista e sceneggiatore tunisino.

## Cinema
- En face, cortometraggio con Zina Modiano (2000)
- Le Fil, con Claudia Cardinale e Salim Kechiouche (2009)
- Jimmy Rivière, regia di Teddy Lussi-Modeste (2011)
- Je ne suis pas mort, con Mehdi Dehbi e Maria de Medeiros (2013)
- L'Amour des hommes, con Hafsia Herzi (2017)